# 東昌寺 (茨城県五霞町)
東昌寺（とうしょうじ）は、茨城県猿島郡五霞町にある曹洞宗の寺院。山号は六国山。本尊は釈迦如来。
15世紀中頃に関宿城を築いたという簗田氏の菩提寺であり、楼門形式の大きな山門がある。

## 歴史

### 創建
永享元年（1429年）、即庵宗覚が下総国（千葉県北部と茨城県西部）の葛飾郡山王山に立ち寄った。夜、座禅をしていると老人があらわれ、二人は問答を繰り返す。最後に、老人は山王権現であることを明かし、即庵に対しては、この地にとどまるように求め、自らは下総国・武蔵国など周辺の六国を守護することを誓って立ち去った。そこで、即庵はこの地に寺院を建立し、「山王山六国寺」と称した（当寺所蔵・「東昌寺開山行業之記」）。
嘉吉元年（1441年）、鎌倉公方・足利持氏家臣の簗田持助が諸堂を再造営。永享11年（1439年）に亡くなった父・簗田満助の菩提を弔うためであり、満助の法号より寺号を「東昌寺」に改称したとされる（『与五将軍系図』）。創建の地は茨城県五霞町内の山王で、逆川西側にあり現在地より関宿に近かったが、大永4年（1524年）に兵火のため焼亡、現在地の五霞町山王山に移転した（『東昌寺由緒書』）。

### 寺の発展
東昌寺は、創建後も古河公方およびその重臣・簗田氏の外護を受けて発展する。
文明8年（1476年）、簗田持助が寄進した梵鐘が現在も残されている。文明16年（1484年）に即庵が亡くなると、能山聚藝が東昌寺二世となった。能山は野渡（栃木県野木町）の満福寺、磯部（茨城県古河市）の安禅寺などを開山し、東昌寺の末寺とした。このうち満福寺の開山は、寺伝では康生年間（1455-1457年）とされるが、一説には明応3年（1494年）ともされる。明応3年6月3日付の「足利政氏寄進状」によれば、第2代古河公方・足利政氏から、初代・足利成氏の菩提を弔うために下宮・野渡の両郷が東昌寺に与えられている。当寺所蔵の『年代記』には、永正元年（1504年）に「野州野渡ヨリ関宿霞里二引越」とある。この場合は満福寺があった野渡が東昌寺の起源となり、前述の史料と整合しない。しかし両史料ともに野渡地域と東昌寺の関係が深いことをうかがわせる。五霞と野渡はどちらも渡良瀬川（太日川）水系にあり、舟による河川交通で結ばれていた。
永正9年（1512年）、能山が亡くなった後は、覚翁能正が東昌寺三世となる。『年代記』にも、大永4年（1524年）、東昌寺が兵火で炎上したとある。大永6年（1526年）に覚翁が亡くなった後、東昌寺四世は天英宗真（天文12年・1543年寂）が継ぎ、さらに五世・雪田真良、六世・開山祖全と続く。七世・明巌賢聡は、関宿城主・簗田晴助が父・簗田高助の菩提を弔うため、天正3年（1575年）に古河市水海の柳原に創建した「冨春院」（のちの普舜院）を開山。さらに東昌寺八世・大休林甫、九世・通厳伝達を経て、近世・江戸時代を迎えた。 
豊臣秀吉による小田原征伐の際には、徳川家康がこの寺に泊まったという。城郭として使用された形跡もあり、堀跡が残存している。

### 近世（江戸時代）
寛文16年（1666年）6月30日、十八世・鶴山淳亀のときに火災があり、伽藍を失ったが、関宿藩主・松平康元により復興。その後も、元禄7年（1694年）、関宿藩主・牧野成貞により大鐘が寄進される。引き続き、簗田氏に代わって歴代の関宿藩主から庇護を受ける。

## 文化財

### 県指定文化財
梵鐘

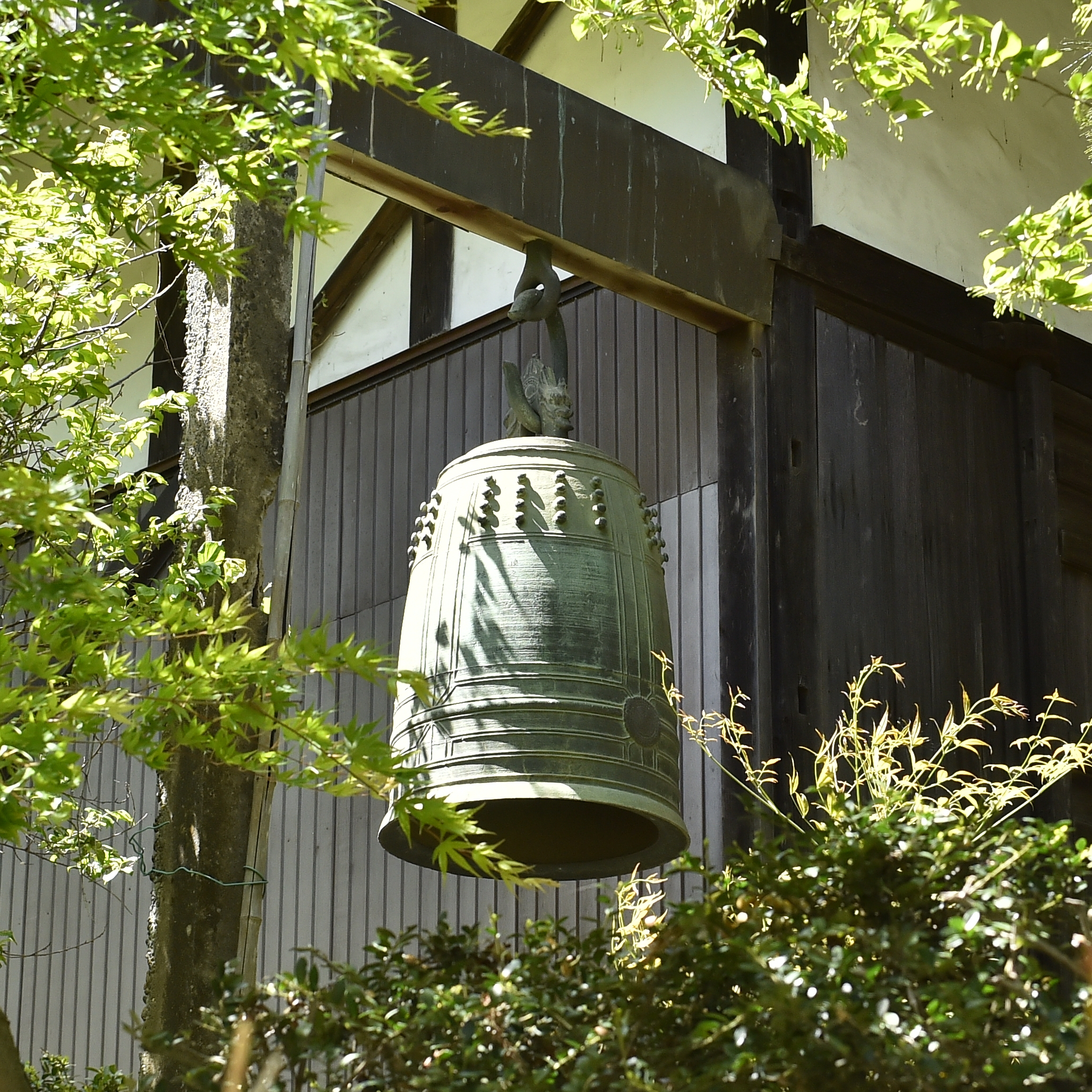
茨城県指定文化財 梵鐘
（昭和43年3月28日指定）

元亨年間（1321年ごろ）に下野国天明（現在の栃木県佐野市付近）の鋳物師・大工甲斐権守卜部助光が制作したものとされる。
肩のはりがなく竜頭の出来が強い感じを与え、撞座（撞木のあたるところ）の蓮弁と乳頭が古式である。
| 「 | 大日本国下総州下河辺庄櫻井郷六国山東昌寺大鐘願、大旦那簗田河内守持助、時、文明8年6月24日住持日比 丘即庵老納 | 」 |

と銘文が刻まれている。
1968（昭和43）年3月28日に茨城県指定文化財に指定された。

### 五霞町指定文化財
山門（楼門）

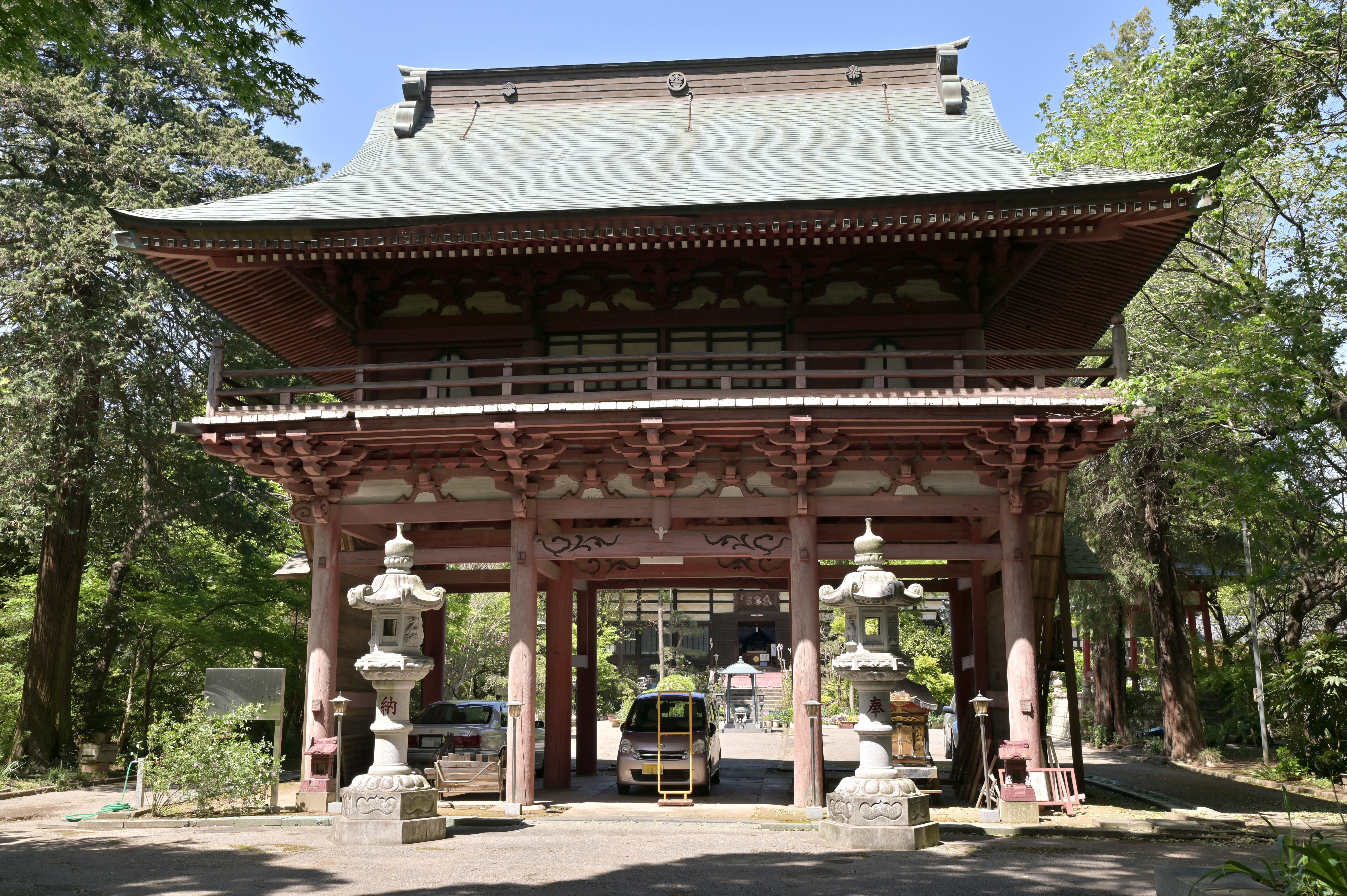
五霞町指定文化財 山門（楼門）
（平成2年9月11日指定）

元禄3年（1690年）の本堂新築に伴い、関宿城主牧野備後守成貞の妻より寄進されたと伝えられる。詳細は不明であるが、楼門の天井に描かれた龍は、過去数回にわたる洪水や雨漏りで薄くなっているが、狩野派の流れを汲む絵師の作だと言われている。楼門上には、釈迦牟尼仏坐像および十六羅漢が祀ってある。屋根は、1933年（昭和8年）に茅葺きから亜鉛板に、さらに1979年（昭和54年）に銅板に葺き替えられ現在に至る。